# Мендонса, Франсишку ди Ассенкан
Франси́шку ди Ассенка́н Мендо́нса (порт. Francisco de Ascencão Mendonça, 1889 — 1982) — португальский ботаник.

## Биография
Франсишку ди Ассенкан Мендонса родился в 1889 году.
В течение жизни Мендонса был в Мозамбике и в Анголе. Он занимался исследованиями флоры этих государств.
В 1948 году была опубликована его работа Itenerário fitogeográfico da campanha de 1942 da missão botânica de Moçambique, а в 1950 году — De como a taxonomía serve a economía.
Франсишку ди Ассенкан Мендонса умер в 1982 году.

## Научная деятельность
Франсишку ди Ассенкан Мендонса специализировался на папоротниковидных и на семенных растениях.

## Научные работы
- Itenerário fitogeográfico da campanha de 1942 da missão botânica de Moçambique. Lisboa, Junta das Missões Geográficas e de Investigações Coloniais. 1948.
- De como a taxonomía serve a economía. Lisboa. 1950, 24 pp.